# Euphorbia dalettiensis
Euphorbia dalettiensis är en törelväxtart som beskrevs av Michael George Gilbert. Euphorbia dalettiensis ingår i släktet törlar, och familjen törelväxter.
Artens utbredningsområde är Etiopien. Inga underarter finns listade i Catalogue of Life.